# Провулок Михайла Оратовського
Провулок Михайла Оратовського — провулок у Мелітополі, в історичному районі Піщане. Починається від Берегової вулиці, закінчується перехрестям з 4-м провулком Бадигіна на границі міста. Складається з приватного сектора.

## Назва
Провулок названий на честь Михайла Оратовського — мелітопольського садівника-селекціонера, який вивів багато нових сортів черешні.

## Історія
До 1965 року позначався як перший проїзд від проспекта Богдана Хмельницького (між вулицями Калініна та Бадигіна).
21 жовтня 1965 року був названий провулком Калініна на честь «всесоюзного старости» М. І. Калініна (1875-1946) і за аналогією з вулицею Калініна (нинішня вулиця Михайла Оратовського, яка знаходиться поруч).
В 2016 році в ході декомунізації перейменований на честь Михайла Оратовського. Одночасно й вулиця Калініна була перейменована на вулицю Михайла Оратовського.
7 квітня 2023 року, під час Російського вторгнення в Україну, російська окупаційна влада Мелітополя видала наказ про повернення провулку імені Калініна.